# Обыкновенный речной хвостокол
```

```

Обыкновенный речной хвостокол (лат. Potamotrygon hystrix)  — вид скатов рода речных хвостоколов одноимённого семейства из отряда хвостоколообразных скатов. Обитает в субтропических водах бассейнов рек Параны и Парагвай, (Южная Америка). Максимальная зарегистрированная длина 70 см. Грудные плавники этих скатов образуют округлый диск. Спинные и хвостовой плавники отсутствуют. В средней части хвостового стебля расположен ядовитый шип. Эти скаты размножаются яйцеживорождением. Является объектом целевого лова.

## Таксономия
Впервые вид был научно описан в 1841 году. Видовой эпитет происходит от слова др.-греч. ὕστριξ — «ёж». Данные о присутствии обыкновенных речных хвостоколов в водах рек Французской Гвианы, Гайаны, Суринама и Венесуэлы могут быть ошибочно отнесены к Potamotrygon orbignyi. Кроме того, их часто путают с Potamotrygon humerosa и неполовозрелыми короткохвостыми речными хвостоколами.

## Ареал
Обыкновенные речные хвостоколы обитают в Южной Америке, в тропических водах бассейнов рек Параны и Парагвай, на территории Бразилии, Парагвая и Аргентины. Вероятно, они совершают сезонные миграции. 

## Описание
Широкие грудные плавники речных обыкновенных речных хвостоколов срастаются с головой и образуют овальный диск. Максимальная зарегистрированная длина 70 см, ширина диска 40 см, а вес 15 кг. Спинные плавники и хвостовой плавник отсутствуют. Позади глаз расположены брызгальца. Брюшные плавники закруглены и почти полностью прикрыты диском. На вентральной стороне диска расположены ноздри и 5 пар жаберных щелей.  На дорсальной поверхности хвоста имеется ядовитый шип. Каждые 6—12 месяцев он обламывается и на его месте вырастает новый. Длина шипа может достигать 6 см. У основания шипа расположены железы, вырабатывающие яд, который распространяется по продольным канавкам. В обычном состоянии шип покоится в углублении из плоти, наполненном слизью и ядом.  
Дорсальная поверхность диска покрыта чешуёй. Окраска тела чаще коричневатого цвета с извилистым узором. Вентральная сторона диска розоватая.

## Биология
Подобно прочим хвостоколообразным обыкновенные речные хвостоколы размножаются яйцеживорождением. Самки вынашивают до 9 эмбрионов. Новорожденные скаты питаются планктоном, с возрастом их рацион пополняется небольшими моллюсками, ракообразными, личинками насекомых и мелкими рыбами. 

## Взаимодействие с человеком
Вид является объектом целевого промысла. У этих скатов вкусное мясо. Как правило, их бьют гарпуном на мелководье. Кроме того, обыкновенные речные хвостоколы хорошо уживаются в неволе, где они способны размножаться, и ценятся среди аквариумистов. Вид страдает от ухудшения условий среды обитания, обусловленного антропогенными факторами, в том числе от строительства плотин, портов, развития сельского хозяйства и т.д. Данных для оценки Международным союзом охраны природы статуса сохранности вида недостаточно.